# Света Богородица (Брегаре)
„Света Богородица“ е християнска църква в Брегаре, Северна България, част от Никополската епархия на Римокатолическата църква. Църквата е била енорийски храм.

## История на енорията
В края на XIX век в България се завръщат част от банатските павликяни. Първоначално те се заселват в Драгомирово и Бърдарски геран. През 1894 г. 83 семейства, първоначално заселили се в Драгомирово се преместват в Брегаре. Така се поставя началото на католическата общност в селото.
Първоначално отец Франц Грингс от съседното село Гостиля е обслужвал вярващите. През 1906 е построен енорийски дом и отец Енхелбер Фолтин е назаначен за енорист. През 1908 г. го наследява отец Емилиян Вари. Той е организирал събиране на средства за построяване на църква, която е завършена през 1914 г.
След 1918 г. в енорията служат отците Козма Гюлов, Стефан Брагалия, Методи Карабончев. През 1928 г. жителите на село Брегаре са 1800 от които 300 са католици. 
По време на съдебните процеси срещу католическото духовенсто през 1952 г. отец Марислав Банчев, роден в Брегаре, e осъден на 20 години лишаване от свобода.
През втората половина на XX век голяма част от католиците се изселват към Плевен или по-големите католически села Драгомирово и Бърдарски геран.

## История на храма
Още през 1900 г. католиците от енорията си построяват параклис посветен на „Франциск Ксаверий“.
През 1914 година е построена нова църква посветена на „Света Богородица“.